# Pinewood, Suffolk
Pinewood är en civil parish i Babergh i Suffolk i England. Den har 4 342 invånare (2011).